# Działko Typ 5
Działko Typ 5 (karabin maszynowy Marynarki Typ 5) – działko lotnicze kalibru 30 mm zaprojektowane dla Japońskiej Cesarskiej Marynarki Wojennej w okresie II wojny światowej.  Działko Typ 5 było pierwszym działkiem lotniczym zaprojektowanym całkowicie w Japonii i nie będącym kopią innej konstrukcji.

## Nazwa
W Cesarskiej Marynarce Wojennej wszystkie automatyczne karabiny i działka lotnicze bez względu na ich kaliber określane były mianem kijuu (skrót od kikan juu czy „karabin maszynowy”), dalsze oznaczenie to rok wprowadzenia do służby i pokazywało dwie ostatnie cyfry roku według kalendarza japońskiego (2605 - 1945 w kalendarzu gregoriańskim).  W przypadku wprowadzenia modyfikacji w wyniku których powstał nowy model tej samej broni otrzymywała ona oznaczenie gata („model”), mniejsze modyfikacje w ramach tego samego modelu oznaczane były słowem kai (kaizo - „modyfikacja”, „zmiana”), na przykład oznaczenie 99 shiki 3 gata kai 2 jest tłumaczone jako „typ 99, model 3, druga modyfikacja”.

## Historia
W 1935 japońska Marynarka zakupiła przez podstawione osoby trzecie po kilka egzemplarzy działek Oerlikona FF F, FF L i FF S gdzie zostały zbadane i bardzo wysoko ocenione.  W 1937 utworzono firmę Dainihon Heiki KK która dzięki pomocy Marynarki zakupiła licencje do budowy wszystkich trzech działek.  Od 1939 firma Dainihon Heiki prowadziła już na dużą skalę produkcję seryjną działek Typ 99-1 i 99-2.
W 1942 dowództwo Marynarki rozpisało konkurs 17-shi na nowy „karabin maszynowy dużego kalibru”, w odpowiedzi w różnych wytwórniach powstało kilka mniej i bardziej udanych konstrukcji, jedną z nich było działko Typ 5.
Działko Typ 5 określane jest jako pierwsze działko lotnicze całkowicie zaprojektowane w Japonii i nie będące kopią zagranicznej konstrukcji.  Badane już po wojnie działko zostało określone przez amerykańskich specjalistów jako „oryginalne i skuteczne” (original and efficient).  Z wyjątkiem zakładanej szybkostrzelności, działko spełniało lub przewyższało wszystkie założenia konkursu 17-shi.
Broń działała na zasadzie wstecznego wyrzutu gazów i krótkiego odrzutu lufy z zamkiem Kjellmana i zasilana była z rozsypywanej taśmy nabojowej.  Strzał następował kiedy działko właściwe poruszało się do przodu po poprzednim strzale (floating firing) przez co znacznie zmniejszono siły odrzutu oddziaływające na konstrukcję samolotu.  W trakcie strzelania działko właściwe oscylowano około 30-35 milimetrów do przodu i do tyłu.
Wyprodukowano około dwóch tysięcy egzemplarzy działka, miały w nie być uzbrojone wszystkie prototypowe i planowane myśliwce Marynarki które powstały w 1945 ale bardzo niewiele z nich zostało użytych bojowo.  Na pewno uzbrojone w nie były niektóre z samolotów Yokosuka P1Y2, Nakajima C6N1 i strzelające ukośnie go góry, Schräge Musik, w Mitsubishi J2M5.